# 北竿鄉
北竿鄉（馬拼：Póyk-kang-hyong，平話字：Báe̤k-găng-hiŏng，閩南語白話字：Pak-kan-hiong，莆仙語興化平話字：Bah-gang-hio̤ng）位於閩江口外東海中，隸屬於中華民國福建省連江縣，為該縣第二大鄉。北竿鄉轄區包括人口聚居的主要島嶼北竿島，及高登島、亮島、大坵島等大小島嶼十餘座，均屬於馬祖列島的一部分。

## 歷史
北竿鄉位於馬祖列島中北部，座落於福建閩江口外，昔日史書上，與南竿島分別稱作下竿塘、上竿塘或北竿塘、南竿塘，合稱竿塘。過去也有官塘、吳潼等名稱。 
考古證據顯示，早在距今約八千年前，即有人類於亮島活動。北竿本島則至少在六千年前即有人類活動。至宋元世代則確知已有人長期定居。北宋中期，福建長樂、連江等縣已有沿海居民涉海徙居南北竿塘謀生，到元末時聚落發展已初有規模。
明朝初年，政府實行海禁政策，將南北竿塘居民全數遷徙至大陸，竿塘諸島的開發因此遭受嚴重挫折。直到明代中葉開放海禁以後，才又得以發展。迨至明末時，又已村落稠密。清代初期政府則實施更嚴厲的遷界令，復將人民悉徙內地，並焚毀島上所有房舍田園。至康熙後期開始，長樂、連江等縣沿海貧民又陸續大舉遷居島上。
1869年隨著北竿塘漁業的興盛，而對鹽的配置產生許多糾紛。閩浙總督為了進行漁戶重新配鹽，於塘岐、橋仔設置總督配鹽勒石告示碑，遂通行告示禁止。
1935年馬祖列島始設保甲，設竿西聯保辦公處於塘岐鹽倉（今塘岐國小），後以轄地過廣，再劃分成竿塘、西洋兩保，在當時北竿是馬祖地區的政經中心，此一地位，一直到1949年中華民國國軍進駐，先是成立馬祖守備區指揮部於南竿，接著實施戰地政務，連江縣政府設於南竿，馬祖的政經中心逐漸轉移至南竿。
馬祖地區於1992年解除戰地政務，次年開放觀光，但同時國軍也開始逐年自馬祖撤軍，至今北竿駐軍人數僅約千人，與昔日的「北高師」一萬餘名駐軍，不可同日而語，北竿長期依賴軍方消費的經濟型態，也大幅改變，造成民生經濟重大衝擊，引發另一波人口外流。
1994年1月，島上的北竿機場啟用，再度開啟北竿興盛的契機，甚至一度吸引人口回流，但好景不長，在2003年1月南竿機場落成後，北竿不再是馬祖的空中交通的主要門戶。不過，由於南、北竿只有十分鐘航程，近年來，在地方政府大力投入觀光軟硬體建設下，現已漸轉型為南竿的「後花園」。

## 地理

### 地形
北竿鄉包括北竿島、高登、大坵、小坵、亮島以及眾多無人島礁。位居福建省閩江口外東海中，遠眺中國大陸連江縣黃岐灣。北竿島處於馬祖列島中心位置，和南竿島隔海相望，近在咫尺，最近距離不到三千公尺。北竿與南竿以西海域通稱竿塘洋。
本鄉全境總面積9.3平方公里，係第二大鄉。北竿島的主要岩體是花崗岩與花崗閃長岩，島上有壁山標高291.7公尺，是本縣第一高山，另有芹山標高234.7公尺，位居第三高山。

### 所屬島嶼

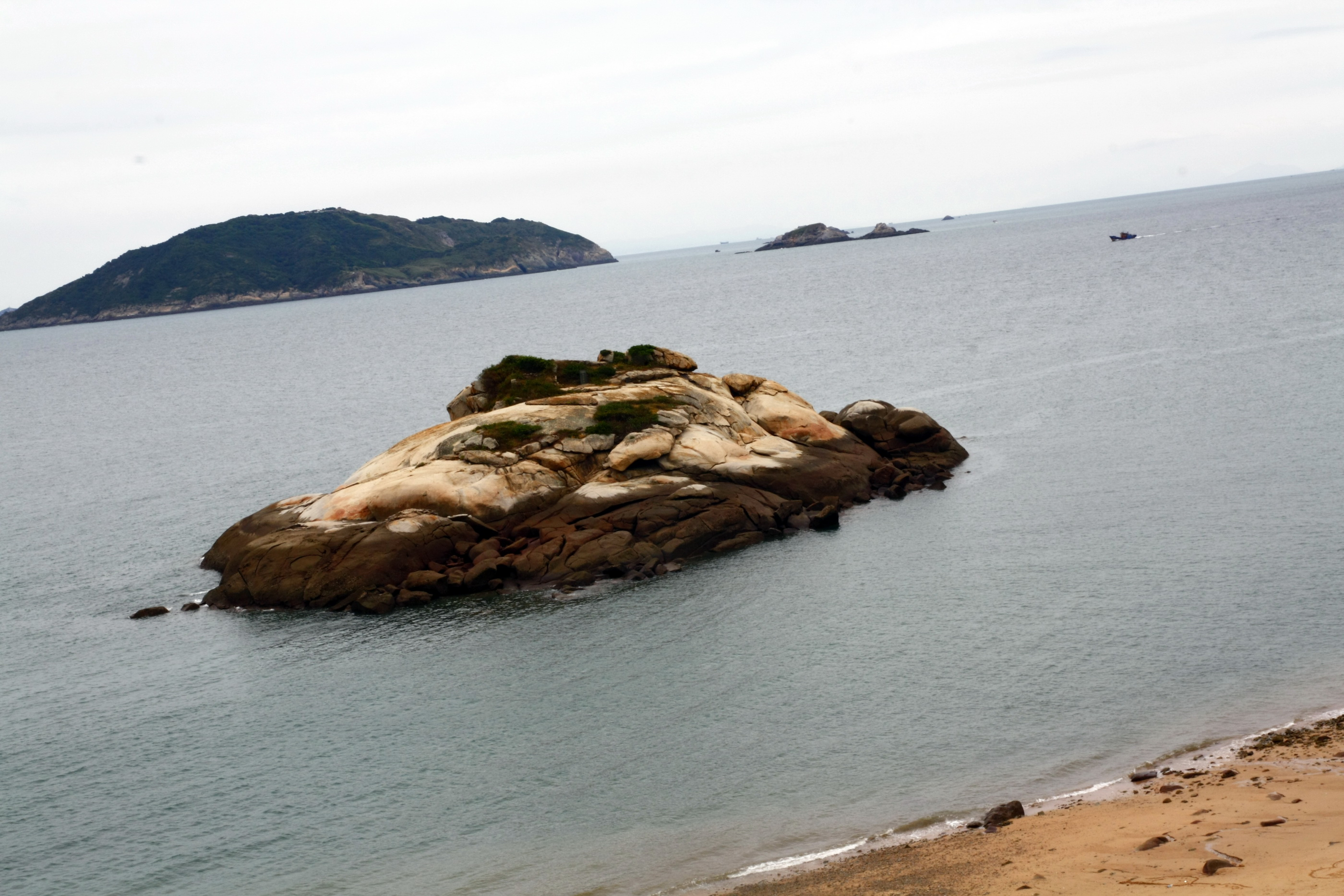
龜島

- 高登島
- 亮島
- 大坵島
- 小坵島
- 獅嶼
- 三連嶼
- 中島
- 鐵尖
- 白廟
- 老鼠礁
- 螺、蚌山
- 蛤蜊山
- 進嶼
- 龜島

### 人口
根據連江縣政府民政處及內政部戶政司統計，2024年底北竿鄉戶數計有948戶，人口計有3,062人，人口密度每平方公里約有309人，是連江縣人口密度最低的行政區。鄉內人口最多與最少的村分別是塘岐村與白沙村，2024年底兩村人口分別為1,305人與158人。北竿鄉人口的年齡構成中，0至14歲人口佔比8.07%，15至64歲人口佔比75.90%，65歲以上人口則佔比16.04%。

### 語言
北竿鄉通行馬祖話，是閩東語的一種在地方言。北竿通行的馬祖話與長樂區、連江縣的長樂話、連江話比較接近，但有一定區別。橋仔、塘岐一帶存在一些莆田和泉州的移民村落，他們中老一輩移民操莆仙語或閩南語，並且同時能夠使用馬祖話；但年輕一輩大多數只會說馬祖話。

## 政治

### 歷任首長
- 軍政一元時期[10]

1. 王詩芳：1951年1月至1953年12月
2. 林聖炎：1953年12月至1954年9月
3. 林守基：1954年9月至1955年9月
4. 鄭曾源：1955年9月至1956年9月
5. 楊一誠：1956年9月至1957年11月5日
6. 楊作永：1957年11月5日至1960年8月1日
7. 陳壽維：1960年8月1日至1962年2月21日
8. 尤德渠：1962年2月21日至1962年3月10日
9. 潘　輔：1962年3月10日至1962年7月2日
10. 陳一鵬：1962年7月2日至1970年5月19日
11. 李貴立：1970年5月19日至1978年1月1日

- 鄉長民選時期，自1977年12月12日開始舉行首次鄉長選舉

1. 王禮登：1978年1月1日至1982年3月1日
2. 黃啟忠：1982年3月1日至1990年3月1日
3. 王詩乾：1990年3月1日至1998年3月1日
4. 王朝生：1998年3月1日至2006年3月1日
5. 周瑞國：2006年3月1日至2014年12月24日
6. 陳如嵐：2014年12月25日至2022年12月25日
7. 吳金平：2022年12月25日至今

### 鄉政組織
北竿鄉公所是北竿鄉最高層級的地方行政機關，在中華民國政府架構中為鄉自治的行政機關，同時負責執行縣政府及中央機關委辦事項，北竿鄉的自治監督機關為連江縣政府。鄉長由全體鄉民直接選舉產生，任期為四年，可連選連任一次。北竿鄉公所並置鄉政會議，為鄉政最高決策機構，在鄉長之下，設有3課2室等5個內部單位。
北竿鄉民代表會是北竿鄉的最高民意機關，代表北竿鄉全體鄉民立法和監察鄉政。鄉民代表由公民直選選出，任期為四年，可連選連任。北竿鄉民代表會共有5位鄉民代表，選區劃分上為不分區，主席、副主席由5位鄉民代表互選產生。
北竿鄉為連江縣議會第二選區，在連江縣議會9席縣議員中，北竿鄉共選出2席縣議員。

### 行政區
北竿鄉共下轄六個村里，分別如下:

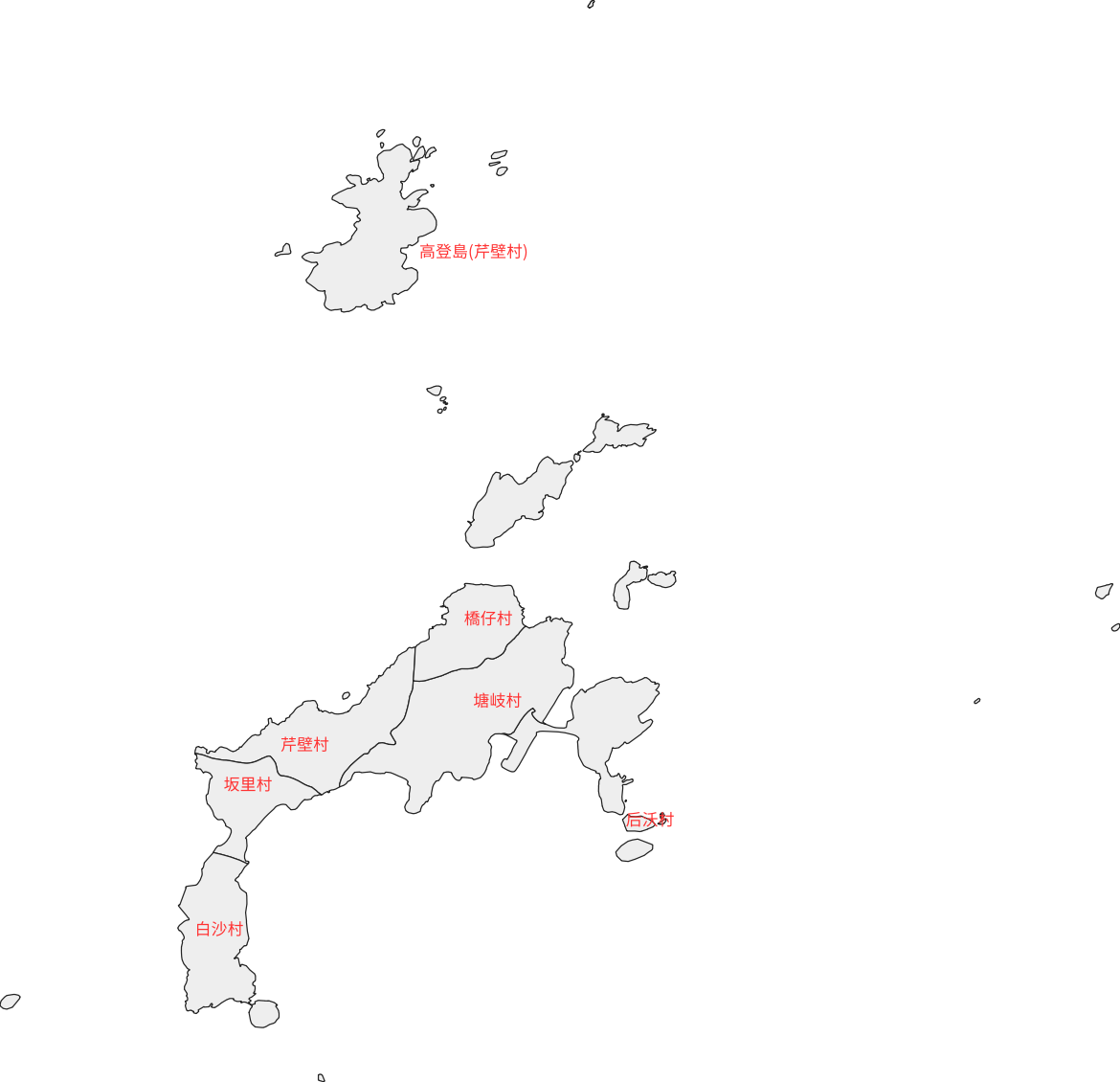

- 后沃村、芹壁村、塘岐村、白沙村、坂里村、橋仔村

## 自然村落
- 塘岐村：北竿鄉行政、商業與空運中心
  - 北竿鄉公所
  - 北竿鄉民代表會
  - 北竿戶政事務所
  - 北竿衛生所
  - 北竿警察所
  - 北竿消防分隊
  - 農會北竿辦事處
  - 漁會北竿辦事處
  - 郵局
  - 北竿機場
  - 北竿公車總站
  - 中華電信北竿營業所
  - 7-11
- 午沙村：為一軍港，行政區劃隸屬於塘岐村

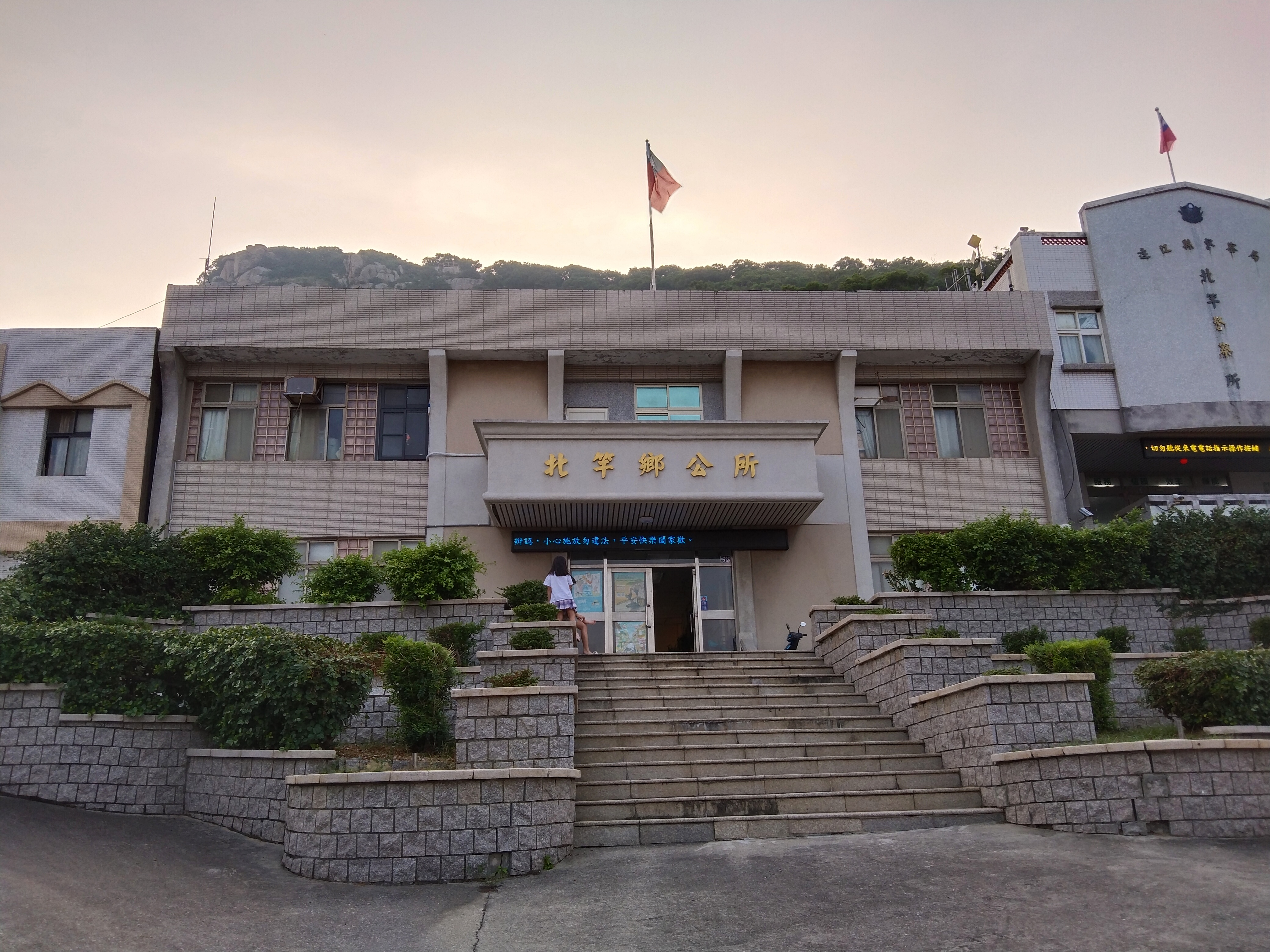
北竿鄉公所

- 后沃村：比鄰塘后沙灘與北竿機場和塘岐村相望，背有大澳山設立戰爭和平紀念公園
- 坂里村：北竿農業中心，馬祖三寶（高麗菜、大白菜、蘿蔔）多種植於此，內有坂里沙灘與北竿遊客中心
- 白沙村：原為一漁港，現已擴建為商港，是島際與兩岸海運中心
- 芹壁村：閩東建築保存重點村落，素有亞洲地中海之稱，村落前方海面有一狀似烏龜之島嶼稱「烏龜島」
- 上村：全北竿地勢最高與唯一不靠海之村落，行政上隸屬於芹壁村
- 橋仔村：廟比人多所指就是此村

## 教育

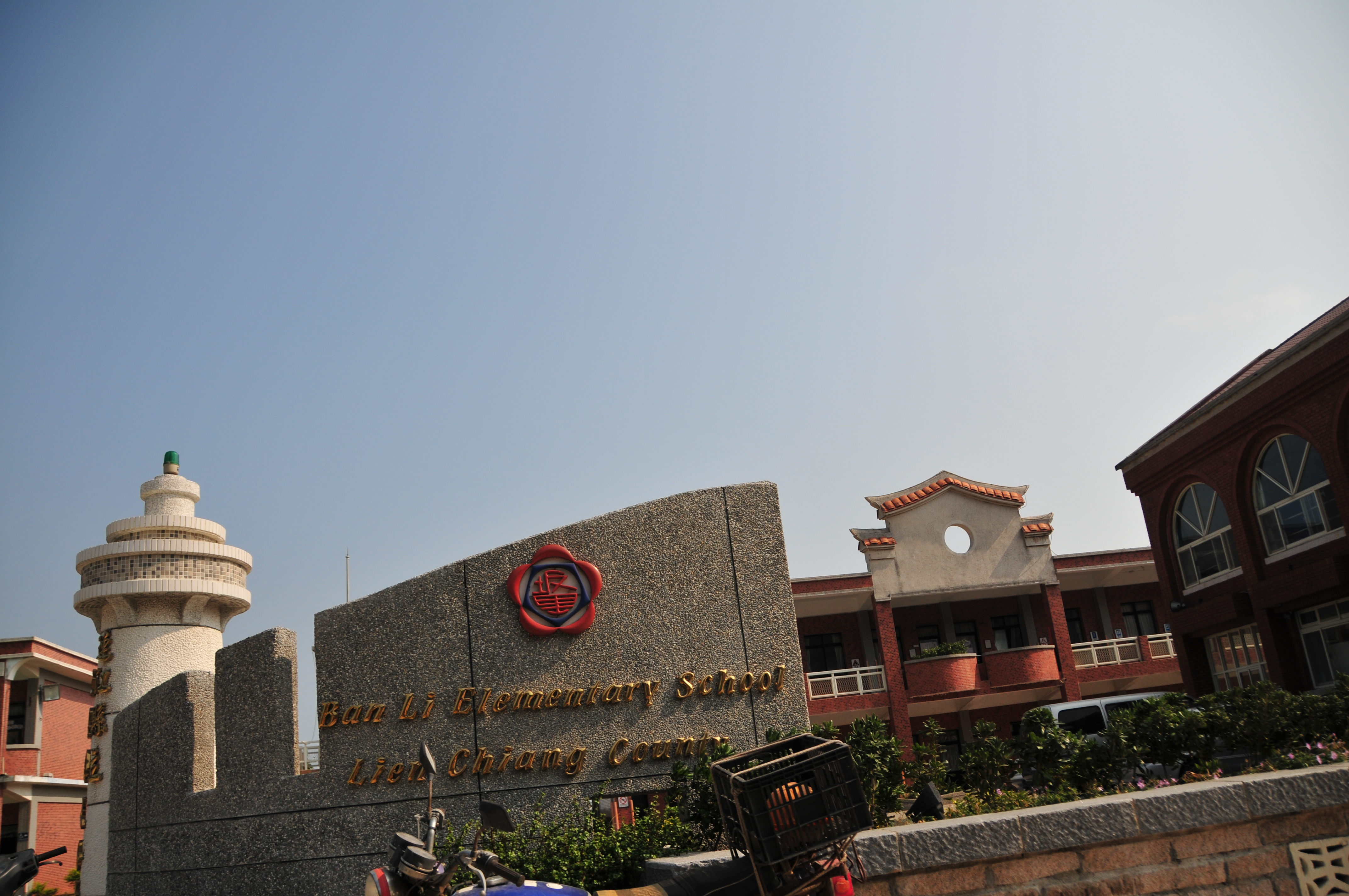
國立臺灣海洋大學馬祖校區（坂里國小校地）

### 大專院校
- 國立臺灣海洋大學馬祖校區（原坂里國小校地）[16]

### 國民中學
- 連江縣立中山國民中學

### 國民小學
- 連江縣北竿鄉塘岐國民小學

## 交通
- 北竿機場：連結與臺灣的空中交通。

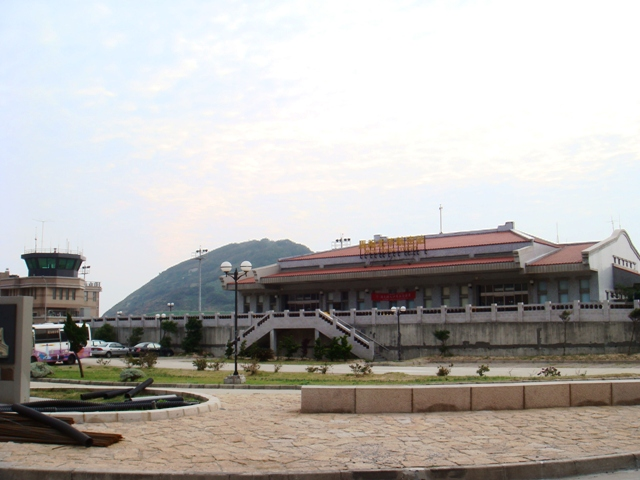
北竿機場

- 白沙港：航行同縣南竿島福澳港，以及中國大陸福建省連江縣黃岐鎮黃岐港。
- 南北竿大橋（規劃中）：為連接北竿島與南竿島的跨海大橋。
- 大坵橋：連江縣第一座跨海大橋，連接北竿島與大坵島，預計2022年11月底完工。[17]

## 景點
- 芹壁、龜島
- 白沙港
- 坂里沙灘
- 塘后沙灘
- 北海坑道
- 壁山
- 戰爭和平紀念公園
- 碧園原生植物園
- 橋仔漁村

## 外部連結
- 北竿鄉公所